# Chonostropheus
Chonostropheus är ett släkte av skalbaggar. Chonostropheus ingår i familjen Rhynchitidae.
Kladogram enligt Catalogue of Life:
| Chonostropheus | \| \| Chonostropheus bavariensis \| \| \| \| \| \| Chonostropheus chinensis \| \| \| \| \| \| Chonostropheus seminiger \| \| \| \| \| \| Chonostropheus tristis \| \| \| \| |
|                | \| \| Chonostropheus bavariensis \| \| \| \| \| \| Chonostropheus chinensis \| \| \| \| \| \| Chonostropheus seminiger \| \| \| \| \| \| Chonostropheus tristis \| \| \| \| |
|                | Chonostropheus bavariensis |
|                | |
|                | Chonostropheus chinensis |
|                | |
|                | Chonostropheus seminiger |
|                | |
|                | Chonostropheus tristis |
|                | |

## Bildgalleri

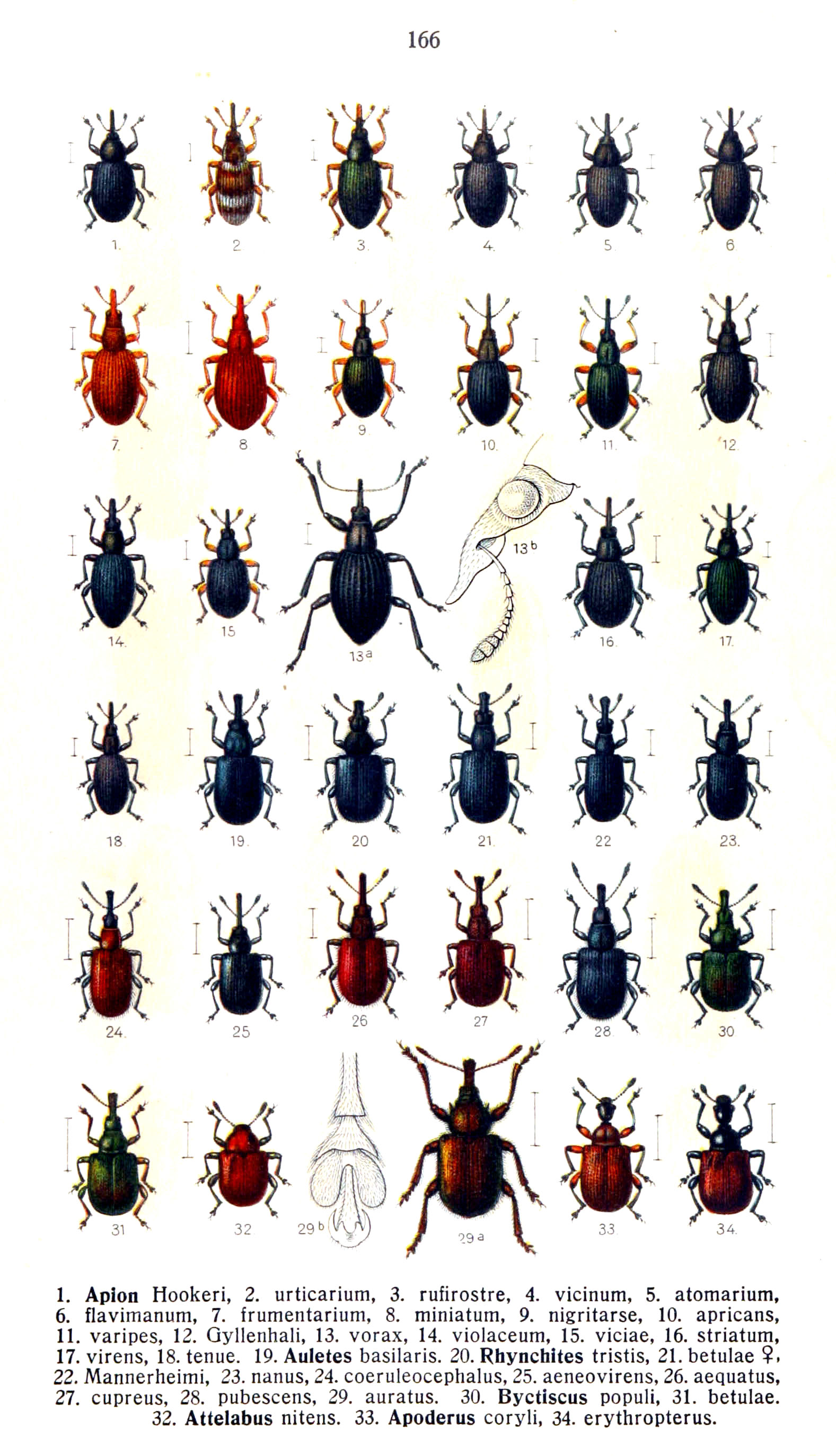